# Wake Up Call (ep)
Wake Up Call is de tweede ep van de Nederlandse rockband Only Seven Left.
De ep verschijnt op 10 januari 2010 en zal gepaard gaan met de release van de gelijknamige single Wake Up Call.

## Tracklist
1. "Wake Up Call" (B. van Dalen/R. Knijnenburg/W. Bouma) - 3:11
2. "Lost And Found" (B. van Dalen/R. Knijnenburg) - 3:01
3. "I'm Fine" (B. van Dalen) - 2:55
4. "A Shoulder To Cry On" (B. de Wijs/R. Knijnenburg) - 4:21